# Les Jönsson sont de retour
Pour plus de détails, voir Fiche technique et Distribution.
Les Jönsson sont de retour (titre original : Jönssonligan dyker upp igen, litt. « Le Gang Jönsson refait surface ») est un film suédois réalisé par Mikael Ekman, sorti en 1986.
Il fait partie d'une série de films basée sur les personnages créés par Erik Balling et Henning Bahs.

## Fiche technique
- Titre : Les Jönsson sont de retour
- Titre original : Jönssonligan dyker upp igen
- Réalisation : Mikael Ekman
- Scénario : Rolf Börjlind, Gösta Ekman et Mikael Ekman d'après les personnages créés par Erik Balling et Henning Bahs
- Musique : Ragnar Grippe
- Producteurs : Waldemar Bergendahl, Ingemar Ejve
- Sociétés de distribution : Svensk Filmindustri, Nordisk Film
- Pays de production :  Suède
- Langue : suédois
- Format : couleur - 35 mm - son Dolby
- Genre : Comédie
- Durée : 88 minutes
- Date de sortie : 
  - Suède : 24 octobre 1986

## Distribution
(août 2015).
- Gösta Ekman : Charles-Ingvar « Sickan » Jönsson
- Ulf Brunnberg : Ragnar Vanheden
- Björn Gustafson : Harry la Dynamite
- Birgitta Andersson : Doris
- Per Grundén : Wall-Enberg
- Kent Andersson : Kriminalinspektör Persson
- Dan Ekborg : Kriminalassistent Gren
- Johannes Brost : Järnarmen Manfred
- Lars Dejert : Biffen
- Jarl Borssén : Kinesisk hovmästare
- John Harryson : Rysk ubåtskapten
- Jan Dolata : Rysk grodman
- Jacob Dahlin : Rysk ubåtsstyrman
- Sten Johan Hedman : Vakt
- Frederick Offrein : Medspelare
- Roland Stoltz : Sig själv